# Allen I. Olson
Allen Ingvar Olson (* 5. November 1938 in Rolla, North Dakota) ist ein US-amerikanischer Politiker. Er war zwischen 1981 und 1984 der 28. Gouverneur des Bundesstaates North Dakota.

## Frühe Jahre und politischer Aufstieg
Nach dem Schulbesuch studierte Allen Olson an der University of North Dakota Jura. Im Jahr 1963 trat er in die US Army ein und war dort als Militäranwalt tätig. Er war zunächst in Washington, D.C. und dann in München stationiert. Nach seiner Rückkehr in das zivile Leben arbeitete er kurzzeitig für einen Regierungsausschuss in North Dakota, ehe er im Jahr 1969 einer großen Anwaltskanzlei beitrat. Zwischen 1972 und 1980 war er Attorney General von North Dakota und wurde dann als Kandidat der Republikanischen Partei zum neuen Gouverneur seines Staates gewählt.

## Gouverneur von North Dakota
Olson trat seine vierjährige Amtszeit am 6. Januar 1981 an. Als Gouverneur musste er sich mit einer Klage des Interessenverbandes der Behinderten gegen den Staat North Dakota auseinandersetzen. Außerdem startete er eine Initiative gegen alkoholisierte Verkehrsteilnehmer. Unter Olson erwarb der Staat Teile der Cross Ranch, die zur Hundertjahrfeier North Dakotas 1989 als neuer State Park gegründet wurde. In der Regierung wurde mit dem „Department of Human Services“ ein neues Ministerium eingerichtet.

## Weiterer Lebenslauf
Nach dem Ende seiner Amtszeit wurde Olson wieder als Rechtsanwalt tätig. Im Jahr 1987 wurde er Mitbesitzer einer Firma in New Hope (Minnesota). Im Jahr 2002 wurde er von Präsident George W. Bush in eine internationale Kommission berufen, die zwischenstaatliche Fragen zwischen Kanada und den USA behandelte.